# Nazan Bulut
Nazan Bulut (* 24. Mai 1973 in Akcalören) ist eine ehemalige türkische Fußballnationalspielerin.
Bulut bestritt sieben Länderspiele für die türkische Frauen-Fußballnationalmannschaft. Ihr war es vergönnt, am 9. Mai 1996 gegen die Auswahl Ungarns das erste Länderspieltor für ihr Land zu erzielen. Das Spiel gegen die Ungarinnen ging dennoch mit 1:2 Toren verloren. Auf Vereinsebene spielte sie für den viermaligen türkischen Meister Dinarsuspor Istanbul und Gürtasspor Ankara.